# لامپ فلورسنت

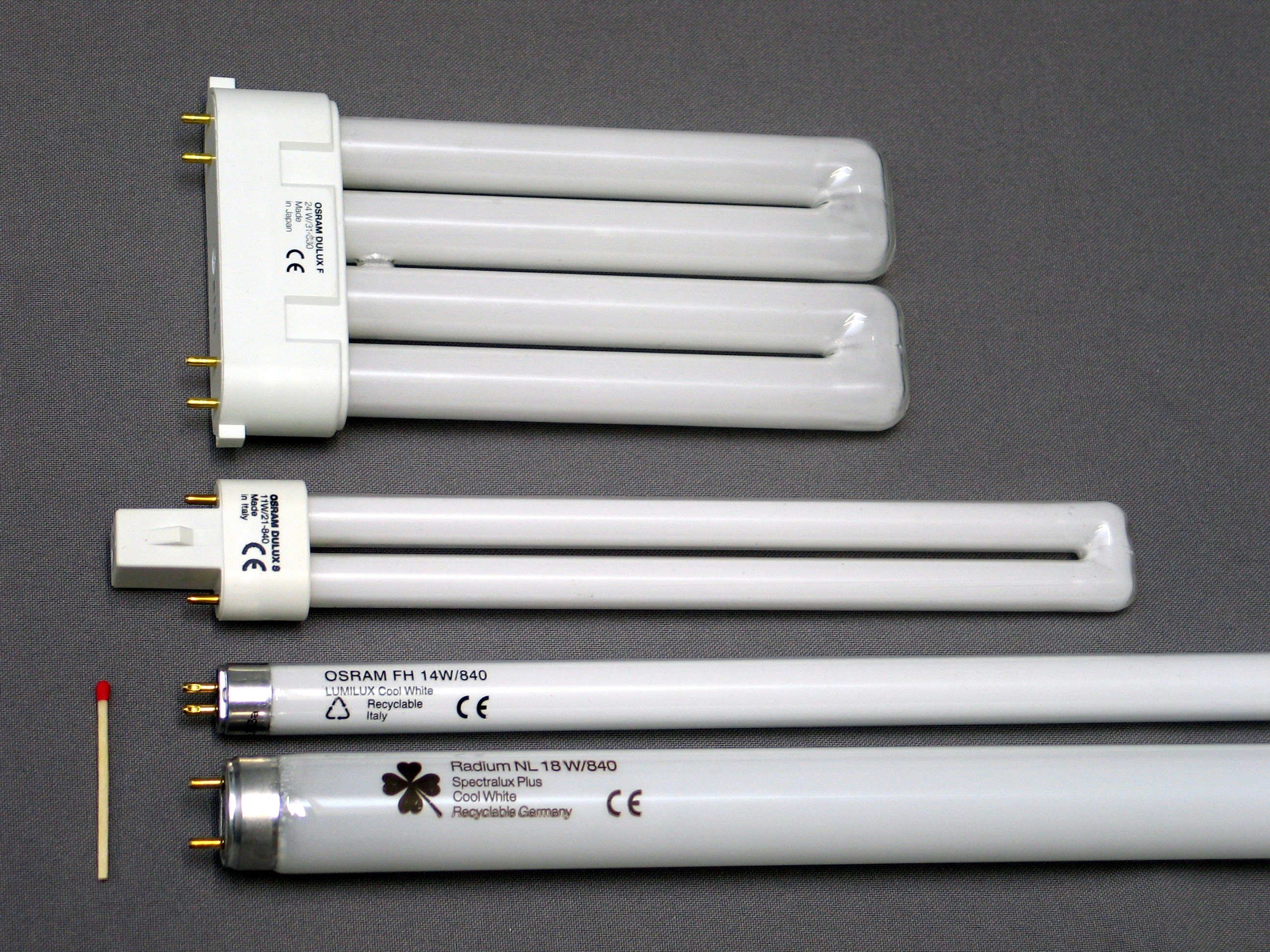
چند لامپ مهتابی با شکل‌های گوناگون

لامپ فِلورِسِنت (به انگلیسی: Fluorescent lamp) یا لامپ مهتابی، نوعی لامپ بخار جیوهتخلیه در گاز کم‌فشار با استفاده از ویژگی فلورسانس است.
شیوه تولید نور در این لامپ، این‌گونه است که ولتاژ اعمال‌ شده به دو سر لامپ، باعث داغ‌ شدن گاز آرگون یا نئون درون آن می‌شود. در نتیجه، جیوه، که به مقدار اندک درون لامپ و در دو طرف آن قرار دارد، بخار می‌شود. از سوی دیگر، گذر جریان برق از های ولتاژ دو رشته (فیلامان، Filament) درون لامپ، باعث گرم‌ شدن آن‌ها می‌شود. این رشته‌ها، با ماده‌ای پوشانده‌ شده‌اند که در اثر گرم‌ شدن و بر اساس پدیدۀ تِرمُویونیک، از خود، الکترون آزاد می‌کند. این الکترون‌ ها به اتم‌های بخار جیوه برخورد کرده، الکترون‌های آن‌ها را تحریک می‌کنند. این تحریک، گذرا است، به‌ گونه‌ای‌ که الکترون‌های بخار جیوه، به حالت پیش از تحریک خود بازگشته، و اتم‌های بخار جیوه، پرتو فرابنفش آزاد می‌کنند. با برخورد پرتو فرابنفش به لایه فسفر که سطح درون لامپ را پوشانده، فسفر می‌درخشد و نور تقریباً سفید تولید می‌کند.
در واقع، تحریک بخار جیوه منجر به یک فرایند زنجیره ایِ تولیدِ یون می‌شود، که حاصل آن پلاسمایی است که از خود پرتو فرابنفش می‌پراکند. سپس ماده فلورسنت (فسفر)، این پرتو را به نور تبدیل می‌کند.

## تاریخچه لامپ فلورسنت
اولین مدل از لامپ های فلورسنت که تولید آن نقطه آغاز تولید لامپ های کم مصرف نیز بود، در سال ۱۸۹۰ و توسط پیتر کوپر هیویت اختراع شد.
از این محصول در بسیاری از مکان ها مانند سالن های عکاسی استفاده می شد. پس از چند سال لامپ های بخاری فشار بالا نیز به بازار عرضه شدند. لامپ های مهتابی نیز در سال ۱۹۳۸ تولید شدند.

## اجزای لامپ فلورسنت
- لوله شیشه ای و یا کوارتزی جهت حباب
- الکترودهای ساطع کننده الکترون (کاتد)
- تنگستن برای پوشش دادن الکترودها
- مدار راه انداز لامپ و بالاست فلورسنت جهت تنظیم جریان
- فسفر برای پوشش دادن داخل لامپ
- مقداری از گازهای جیوه، آرگون یا نئون

## راه‌اندازی
در ابتدا بایست ولتاژی در حدود 10 ولت به 
رشته های دو سر لامپ اعمال شود تا جیوه دو سر لامپ به صورت کامل بخار شود. 
سپس با اعمال ولتاژ بسیار بالا ( از 300 ولت تا 2000 ولت) به دو سر مهتابی،  گاز نجیب داخل لولهٔ مهتابی (اغلب آرگون)، داغ و یونیزه شود تا قوس الکتریکی در لوله فراهم شود.  بعد از یونیزه شدن، نیاز به ولتاژ 40 الی 150 ولت برای روشن ماندن لامپ 
لازم است.در مهتابی‌های کوچک تولید قوس دشوار نیست، اما در لامپ‌های ۲۰۰۰ وات به بالا این کار نیاز به ولتاژ قابل ملاحظه‌ای است. در مهتابی‌های کوچک از استارتر یا راه‌انداز استفاده می‌شود.
| توان (وات) | خروجی (لومان) | طول لامپ (سانتی‌متر) | عمر لامپ (ساعت) |
| ---------- | ------------- | ------------------- | --------------- |
| ۱۸         | ۱۰۰۰          | ۶۰                  | ۱۰۰۰۰           |
| ۳۶         | ۲۶۰۰          | ۱۲۰                 | ۱۰۰۰۰           |
| ۴۰         | ۲۸۰۰          | ۱۲۰                 | ۱۰۰۰۰           |

## معایب لامپ‌های فلورسنت معمولی
- نیاز به مدار راه‌انداز
- سمی‌بودن مواد درون لامپ، و ضرر رساندن به طبیعت و جانوران در صورت شکستن حباب لامپ